# AUP1
AUP1 (англ. Ancient ubiquitous protein 1) – білок, який кодується однойменним геном, розташованим у людей на короткому плечі 2-ї хромосоми.  Довжина поліпептидного ланцюга білка становить 476 амінокислот, а молекулярна маса — 53 028.
| 10         |  | 20         |  | 30         |  | 40         |  | 50         |
| ---------- |  | ---------- |  | ---------- |  | ---------- |  | ---------- |
| MELPSGPGPE |  | RLFDSHRLPG |  | DCFLLLVLLL |  | YAPVGFCLLV |  | LRLFLGIHVF |
| LVSCALPDSV |  | LRRFVVRTMC |  | AVLGLVARQE |  | DSGLRDHSVR |  | VLISNHVTPF |
| DHNIVNLLTT |  | CSTVSESEAE |  | SATGRFPGAQ |  | LKAPLSPLAF |  | RMEDTEALPL |
| TPILYPTCQF |  | FFFIFLNIFL |  | LAFSSPGSQP |  | LLNSPPSFVC |  | WSRGFMEMNG |
| RGELVESLKR |  | FCASTRLPPT |  | PLLLFPEEEA |  | TNGREGLLRF |  | SSWPFSIQDV |
| VQPLTLQVQR |  | PLVSVTVSDA |  | SWVSELLWSL |  | FVPFTVYQVR |  | WLRPVHRQLG |
| EANEEFALRV |  | QQLVAKELGQ |  | TGTRLTPADK |  | AEHMKRQRHP |  | RLRPQSAQSS |
| FPPSPGPSPD |  | VQLATLAQRV |  | KEVLPHVPLG |  | VIQRDLAKTG |  | CVDLTITNLL |
| EGAVAFMPED |  | ITKGTQSLPT |  | ASASKFPSSG |  | PVTPQPTALT |  | FAKSSWARQE |
| SLQERKQALY |  | EYARRRFTER |  | RAQEAD     |  |            |  |            |

A: Аланін

C: Цистеїн

D: Аспарагінова кислота

E: Глутамінова кислота

F: Фенілаланін

G: Гліцин

H: Гістидин

I: Ізолейцин

K: Лізин

L: Лейцин

M: Метіонін

N: Аспарагін

P: Пролін

Q: Глутамін

R: Аргінін

S: Серин

T: Треонін

V: Валін

W: Триптофан

Кодований геном білок за функцією належить до фосфопротеїнів. 
Задіяний у таких біологічних процесах як убіквітинування білків, ацетиляція, альтернативний сплайсинг. 
Локалізований у мембрані, ендоплазматичному ретикулумі.